# Lavochkin La-150
Il Lavochkin La-150 (in caratteri cirillici Лавочкин Ла-150, designazione DoD Type 3) era un caccia monomotore a getto ad ala alta progettato dall'OKB 301 diretto da Semën Alekseevič Lavočkin e sviluppato in Unione Sovietica negli anni quaranta.
Tra i primi velivoli sovietici con propulsione a getto del primo dopoguerra, rimase allo stadio di prototipo.

## Storia del progetto
Il La-150 nasce da una specifica richiesta da parte del governo sovietico, nella figura di Joseph Stalin, di realizzare un aereo da caccia basato sul motore a getto tedesco Junkers Jumo 004B, preda bellica acquisita dai sovietici durante le fasi finali del secondo conflitto mondiale, ed affidato allo sviluppo dell'OKB Tumanskij.
Come richiesto anche ai concorrenti OKB Mikoyan Gurevich e Yakovlev, venne richiesto all'ufficio tecnico di realizzare un prototipo che risultasse di preserie per una futura produzione.
Il La-150 aveva un aspetto caratteristico, unico nella produzione da caccia di prima generazione sovietica, dotato di una fusoliera bombata che presentava anteriormente un'ampia presa d'aria dinamica sulla quale era presente sulla parte superiore un abitacolo monoposto con tettuccio a goccia. Posteriormente era aperta in corrispondenza dell'ugello di scarico e terminava in un piano di coda cruciforme rialzato dall'impennaggio monoderiva. L'ala alta era montata a sbalzo sulla fusoliera ed il carrello d'atterraggio era di tipo triciclo anteriore completamente retrattile.
Il primo prototipo privo di armamento volò nel settembre del 1946 spinto dal turbogettoTumanskij RD-10, evoluzione dello Jumo 004, accreditato di 850 kg di spinta. Fin dall'inizio però, a causa dell'elevato peso a vuoto, le prove di volo evidenziarono che l'esemplare risultava sottopotenziato, aggravato anche del suo aspetto massiccio e dalla complessità costruttiva generale.
Il secondo prototipo realizzato venne modificato nella posizione dell'ala. Sebbene migliorato continuavano a rimanere dei problemi derivanti dalla eccessiva oscillazione dei piani di coda che si verificava ad alta velocità, a causa di un'insufficiente rigidità meccanica della parte posteriore della fusoliera che non poteva essere risolta.
Per questo motivo il progetto venne definitivamente sospeso dopo la realizzazione di 8 esemplari, gli ultimi dei quali erano stati equipaggiati di 2 cannoni Nudelman-Suranov NS-23 calibro 23 mm.

## Utilizzatori
Unione Sovietica
- Voenno-vozdušnye sily